# The Art of Survival
The Art of Survival —en español: El arte de sobrevivir— es el noveno álbum de estudio de la banda británico Bush. Fue lanzado el 7 de octubre de 2022 a través de BMG Records siendo el sucesor de su anterior álbum The Kingdom (2020).

## Composición
Carla Valois Lobo de MusicOHM describió a The Art of Survival como "post-grunge bien hecho". Kerrang! comparó los riffs de "More Than Machines" con la banda estadounidense de nu metal Korn, mientras que LouderSound comparó los de "Heavy is the Ocean" y "Kiss Me I'm Dead" con Alice in Chains y Black Sabbath.

## Lista de canciones
Todas las canciones escritas y compuestas por Gavin Rossdale. 
| Edición estándar |                         |          |  |
| N.º              | Título                  | Duración |  |
| 1.               | «Heavy is the Ocean»    | 5:12     |  |
| 2.               | «Slow Me»               | 3:48     |  |
| 3.               | «More Than Machines»    | 3:22     |  |
| 4.               | «May Your Love Be Pure» | 3:21     |  |
| 5.               | «Shark Bite»            | 3:50     |  |
| 6.               | «Human Sand»            | 3:52     |  |
| 7.               | «Kiss Me I'm Dead»      | 3:45     |  |
| 8.               | «Identity»              | 4:30     |  |
| 9.               | «Creatures of the Fire» | 4:36     |  |
| 10.              | «Judas Is a Riot»       | 4:03     |  |
| 11.              | «Gunfight»              | 3:39     |  |
| 12.              | «1000 Years»            | 4:26     |  |

## Personal
- Gavin Rossdale - Voz principal, guitarra, coros
- Chris Traynor - guitarra
- Nik Hughes - batería
- Gil Sharone - batería
- Corey Britz - bajo